# 库马鲁
库马鲁是巴西伯南布哥州的一个市镇。总面积278.49平方公里，总人口13212人，人口密度47.4人/平方公里。